# 古浄瑠璃
古浄瑠璃とは、初代竹本義太夫が語った義太夫節よりも前の浄瑠璃を言う。また、慶長から貞享年間までは古浄瑠璃の時代としている。近松門左衛門が活躍する以前の江戸時代初期に庶民に人気だった人形芝居のことで、素朴な力強さや宗教色が強いことが特徴。
近松門左衛門が初代竹本義太夫のために書いた「出世景清（貞享3年：1686）」があまりに革命的な浄瑠璃作品だったので、それ以前を「古浄瑠璃」、以降を「新浄瑠璃（当流）」といって区別する。演劇性が高い近松作品の義太夫節が人気になると古浄瑠璃は廃れたが、非常に多くの正本（上演台本）が残されており、それらは翻刻されて現在でも出版されている（復刊を含む）。
江戸時代初期には数多の浄瑠璃が現れたが、現存する浄瑠璃は「義太夫節」「河東節」「一中節」「常磐津節」「富本節」「清元節」「新内節」「宮園節」の8つがあるが、古浄瑠璃はこれら新浄瑠璃に名残を残している。芸風は主に軟派と硬派に分別され、太夫が人形遣いを兼ねることが多かった。岩船検校によって従来の浄瑠璃に節が作られ、滝野検校、澤住検校という二人の当道座の検校（一説では勾当）によって、琵琶で演奏されたものが三味線を用いるようになり、現在の『浄瑠璃』を薩摩浄雲の頃から糸繰りから手遣いに変わったという。